# Пархово (гміна)
Гміна Пархово (пол. Gmina Parchowo) — сільська гміна у північній Польщі. Належить до Битівського повіту Поморського воєводства.
Станом на 31 грудня 2011 у гміні проживала 3581 особа.

## Територія
Згідно з даними за 2007 рік площа гміни становила 130.91 км², у тому числі:
- орні землі: 40.00%
- ліси: 49.00%

Таким чином, площа гміни становить 5.97% площі повіту.

## Населення
Станом на 31 грудня 2011:
| Опис     | Загалом | Загалом | Чоловіки | Чоловіки | Жінки | Жінки |
| -------- | ------- | ------- | -------- | -------- | ----- | ----- |
| одиниця  | осіб    | %       | осіб     | %        | осіб  | %     |
| все      | 3581    | 100     | 1782     | 49.76    | 1799  | 50.24 |
| міське   | 0       | 100     | 0        |          | 0     |       |
| сільське | 3581    | 100     | 1782     | 49.76    | 1799  | 50.24 |

## Сусідні гміни
Гміна Пархово межує з такими гмінами: Битів, Ліпуш, Сераковіце, Студзеніце, Суленчино, Чарна Домбрувка.